# Boxian (Meteorit)
Koordinaten: 33° 49′ 59″ N, 115° 49′ 59″ O
Der Meteorit Boxian (chinesisch 亳县陨石, Pinyin Bóxiàn Yǔnshí) ist ein LL3.9-Chondrit, der am 20. Oktober 1977 in Xiaoyanzhuang, Qiaocheng, Bozhou, Provinz Anhui, Volksrepublik China, ca. 120 km westsüdwestlich von Huaibei fiel. Er ist nach dem früheren Kreis Bo („Boxian“) benannt (heute Bozhou).
Im Material des Meteoriten konnte das 1986 von Wang Kuiren (王奎仁) beschriebene Mineral Zhanghengit erstmals entdeckt werden, so dass Boxian die Typlokalität des Minerals ist. Im Meteoriten Boxian fanden sich neben Zhanghengit noch zahlreiche Begleitminerale, namentlich Biotit, Calcit, Chromit, Dolomit, Ilmenit, Graphit, Kamacit, Korund, gediegen Kupfer, Magnesioferrit, Olivin, Orthoklas, Pentlandit, Quarz, Taenit, Troilit, Whitlockit, Wüstit sowie verschiedene Plagioklase, Klino- und Orthopyroxene.